# Heelden
Heelden ist ein Ortsteil der Stadt Isselburg im Kreis Borken in Nordrhein-Westfalen. Bis 1974 war Heelden eine eigenständige Gemeinde.

## Geographie
Heelden liegt etwa 2 Kilometer südwestlich der Isselburger Kernstadt. Die ehemalige Gemeinde Heelden besaß eine Fläche von 6,2 km².

## Geschichte
Heelden ist eine alte Bauerschaft. Seit dem 19. Jahrhundert bildete Heelden eine Landgemeinde in der Bürgermeisterei Millingen (seit 1928 Amt Millingen) des Kreises Rees im Regierungsbezirk Düsseldorf. Am 1. Januar 1975 wurde Heelden durch das Münster/Hamm-Gesetz in die Stadt Isselburg eingegliedert, die dem Kreis Borken im Regierungsbezirk Münster zugeordnet wurde. Heelden wechselte dadurch aus dem Landesteil Nordrhein in den Landesteil Westfalen.

## Einwohnerentwicklung
| Jahr | Einwohner | Quelle |
| ---- | --------- | ------ |
| 1832 | 375       | [ 5 ]  |
| 1861 | 406       | [ 4 ]  |
| 1871 | 377       | [ 6 ]  |
| 1885 | 434       | [ 7 ]  |
| 1910 | 486       | [ 8 ]  |
| 1925 | 496       | [ 2 ]  |
| 1939 | 413       | [ 9 ]  |
| 2010 | 939       | [ 1 ]  |

## Verkehr
In Heelden liegt die Anschlussstelle Rees der Bundesautobahn 3.

## Kultur
Ein Träger des lokalen Brauchtums ist der Schützenverein Heelden.

## Sport
Der lokale Sportverein ist der 1.FC Heelden 1979.